# La Vie au grand air
Pour les articles homonymes, voir Vie (homonymie).
La Vie au grand air est un magazine illustré sportif français lancé le 1er avril 1898 sous la direction de Pierre Lafitte, à un rythme d'abord bimensuel puis hebdomadaire. Sa parution est interrompue le 2 août 1914 (no 828), elle reprend le 15 juin 1916 (no 829) en devenant trimestrielle, et cesse définitivement le 15 avril 1922.

## Histoire

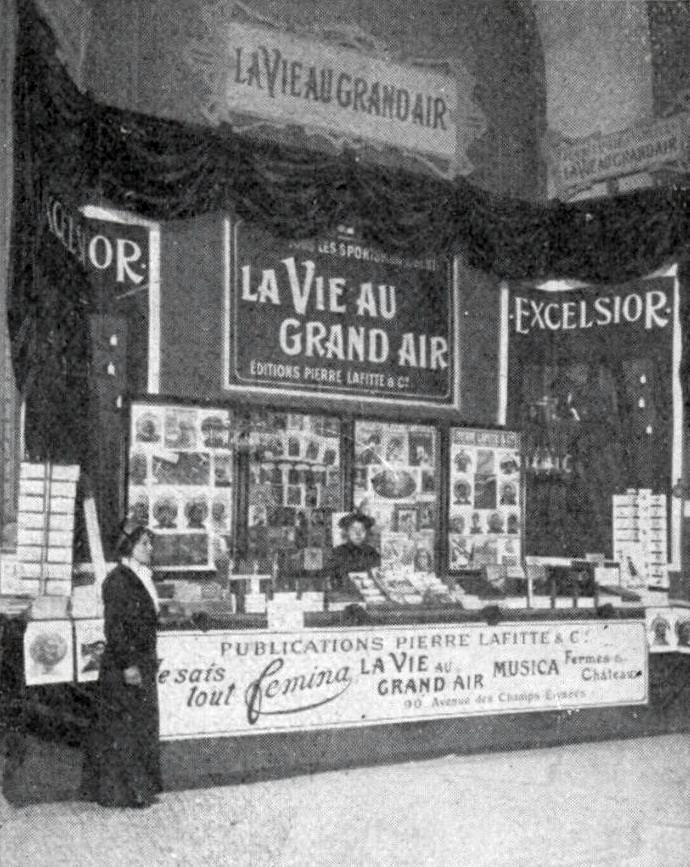
Stand de La Vie au grand air, au salon de l'Aviation de décembre 1911.

La Vie au grand air, au départ sous-titrée « revue illustrée de tous les sports », est une création du journaliste sportif bordelais Pierre Lafitte, passionné de cyclisme : il propose à la société d'impression « J. Rueff et Cie, Éditeurs » un nouveau genre de publication illustrée principalement par des reproductions de photographies de sportifs en action. La parution, qui débute le 1er avril 1898 au prix de 25 centimes pour un cahier de 16 pages composées à 70 % de photos, est d'abord bimensuelle, puis devient hebdomadaire avec parution le dimanche (avant de paraître finalement le jeudi), son prix grimpant progressivement jusqu'à 50 centimes un peu avant la Première Guerre mondiale. Dès la fin 1898, la couverture est principalement occupée par un grand cliché noir et blanc montrant un sportif, au lieu d'une composition dessinée. Lafitte rachète complètement le titre en 1899 et fonde une société d'édition à son nom en commandite simple située au 9 avenue de l'Opéra, siège du magazine.
L'un des premiers photographes associé à ce magazine fut Jules Beau. Le jeune Marcel Rol y fit ses débuts de photographe. Louis Lucien Faure-Dujarric y produisit des numéros de fin d'année.
L'esprit olympique promu par Pierre de Coubertin anime ce magazine qui place sur ses couvertures des sportifs de toutes disciplines, origines et sexes. 
En 1900, Alexandre Natanson est nommé directeur. En 1911, le titre devient simplement Vie au grand air.
En 1916, Lafitte revend le titre à Hachette et Cie mais en reste le directeur ; il lance une nouvelle formule trimestrielle avec une couverture illustrée cette fois par une composition dessinée et traduite en couleurs, signée par un artiste. 
La Vie au grand air est partiellement absorbé par le magazine Très Sport lancé en 1922 par Hachette et Lafitte, mais disparaît en 1926.

## Regard critique
Comme le souligne Thierry Gervais, historien spécialiste de la presse illustrée, La Vie au grand air est — avec La Vie illustrée de Félix Juven — le prototype du magazine, ce type de périodique dans lequel « les illustrations sont beaucoup plus nombreuses que dans les journaux illustrés » et sont au service de « maquettes complexes », avec des mises en page qui « visent à produire simultanément du sens et du spectacle ».
L'analyse du graphisme, de la direction artistique des couvertures et des pages intérieures entreprise par Gervais démontre une utilisation des gros plans, de l'imbrication et du photomontage dès 1904 : « La modernité des doubles pages de La Vie au grand air procède directement du choix de la photographie comme mode illustratif, mais également d’un contexte visuel dans lequel les formes cinématographiques ont pris place ».

## Choix de unes et pages intérieures

Évolution du graphisme des couvertures (1898-1905)
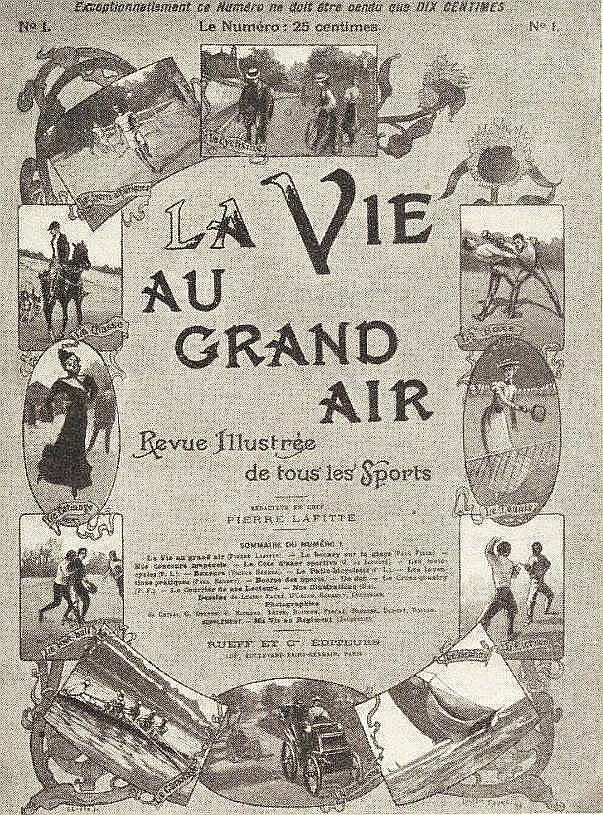
Premier plat extérieur du n°1, 1er avril 1898.
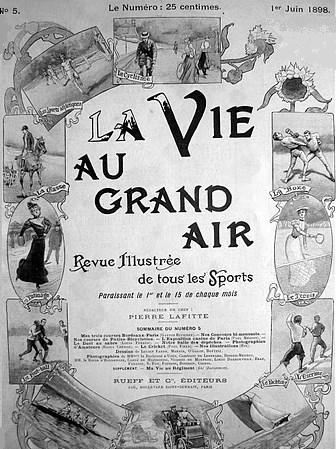
Le 1er juin 1898 (no 5).
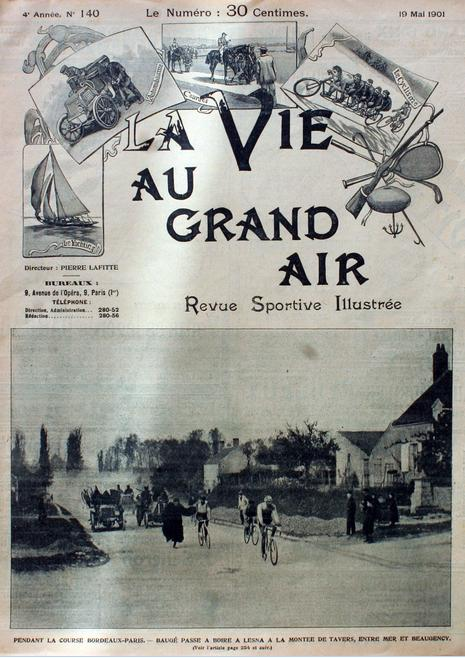
Le 10 mai 1901 (no 140), le Bordeaux-Paris cyclisme.
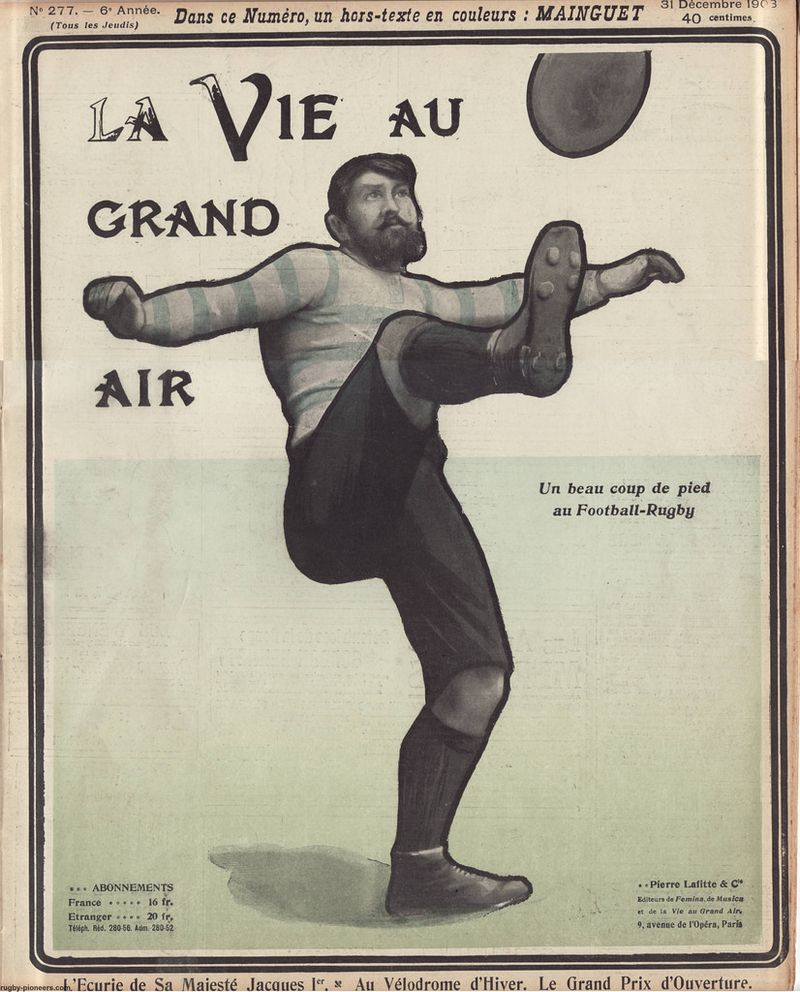
Le 31 décembre 1903 (no 277), Paul Dedeyn du Racing Club de France (avec détourage).
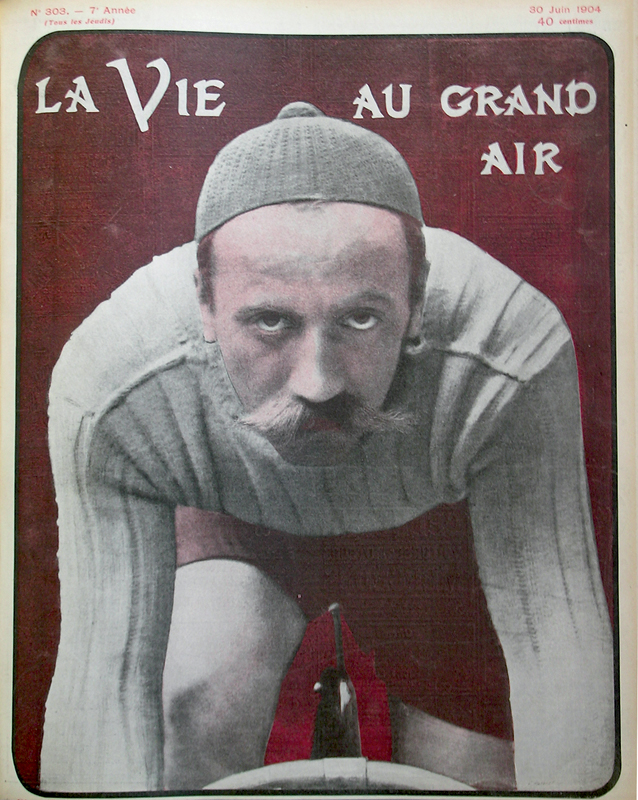
Le 30 juin 1904 (no 303), le cycliste allemand Henry Mayer (plein cadre).
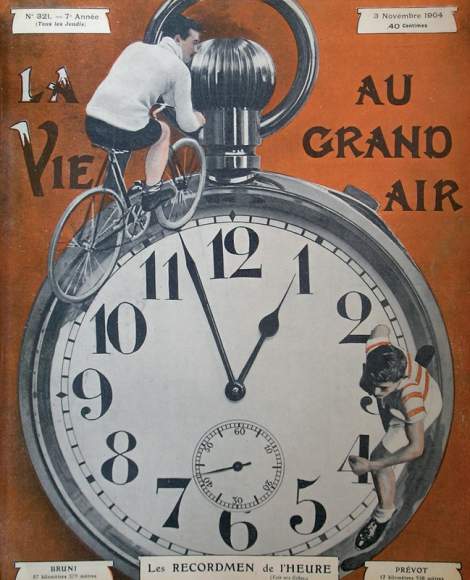
Le 3 novembre 1904 (no 321), Eugenio Bruni et Henri Prévot recordmen de l'heure (photomontage).
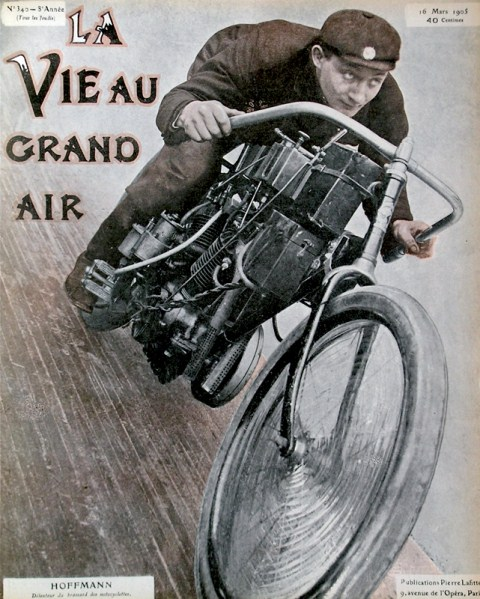
Le 16 mars 1905 (no 340), Franz Hoffmann et sa motocyclette (avec retouche image au pinceau).

Exemple de mise en page intérieur, et collaborateurs
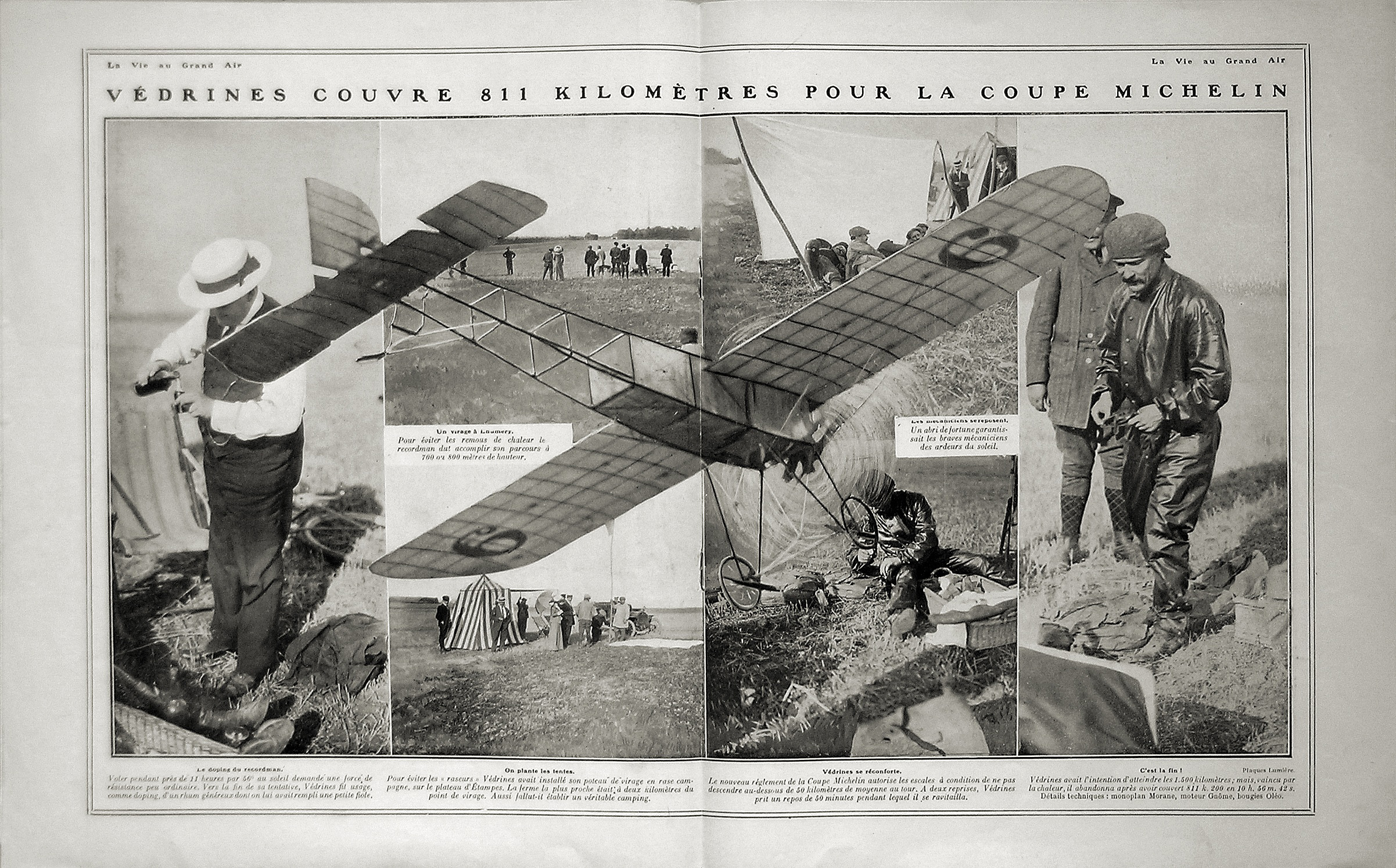
Le 19 août 1911 (no 674), la Coupe Michelin Internationale et le pilote français Jules Védrines.
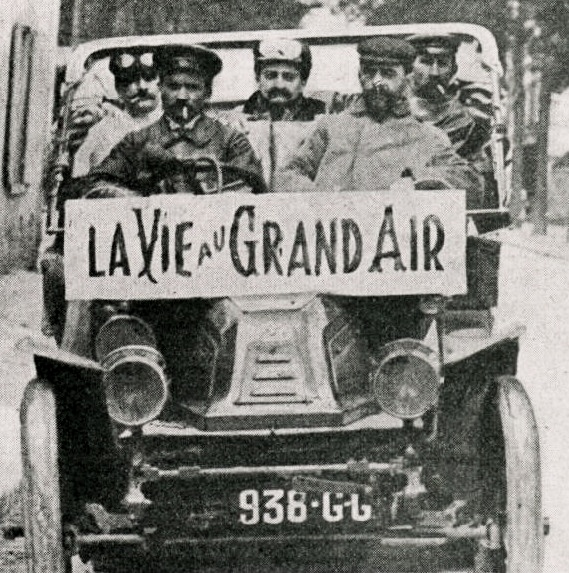
Les photographes de La Vie au Grand Air (aux éliminatoires françaises de la Coupe Gordon Bennett 1904, sur Richard-Brasier).